# Eric Ketelaar
Frederick Cornelis Johannes (Eric) Ketelaar (Amsterdam, 31 januari 1944) is (emeritus) hoogleraar archiefwetenschap en voormalig algemene rijksarchivaris.

## Biografie
Ketelaar studeerde af in 1967 in publiekrecht te Leiden. Vervolgens was hij vanaf 1967 docent en vanaf 1 november 1969 waarnemend directeur van de Rijksarchiefschool; effectief directeur kon hij niet worden omdat hij geen diploma archiefambtenaar had zodat de algemene rijksarchivaris mr. A.E.M. Ribberink in naam directeur bleef. In 1972 behaalde hij zijn archiefdiploma aan de Rijksarchiefschool te Den Haag. In 1978 promoveerde hij aan de Rijksuniversiteit Leiden cum laude op Oude zakelijke rechten vroeger, nu en in de toekomst. In 1980 werd hij plaatsvervangend algemeen rijksarchivaris, in 1984 rijksarchivaris in de provincie Groningen en per 1 januari 1989 algemeen rijksarchivaris (ARA) als opvolger van Ribberink. Hij bleef ARA tot 1997 en bleef tot 2002 verbonden aan de Rijksarchiefdienst. Bij zijn vertrek werd door het Nationaal Archief de zogenaamde Ketelaarlezing ingesteld.
In 1991 was Ketelaar de initiator van het Project Invoering Verkorting Overbrengingstermijn (PIVOT) waarbij vooral de selectie ter vernietiging van archiefbescheiden een andere invalshoek kreeg. Door met name discussie die hierover ontstond naar aanleiding van een artikel van prof. dr. P.W. Klein, de voorzitter van het Nederlands Historisch Genootschap ('Tegen de verdrukking in bloeit de geschiedenis' in NRC-Handelsblad van 9 november 1991), kwam deze PIVOT-methode en de archiefselectie in de (wetenschappelijke) belangstelling te staan.
Van 1992 tot begin 2002 was Ketelaar deeltijd hoogleraar archiefwetenschap te Leiden. Vanaf 1997 was hij hoogleraar archiefwetenschap aan de Universiteit van Amsterdam tot zijn emeritaat in 2009. Bij zijn afscheid werd hem door collegae een bundel aangeboden.

### Privé
Ketelaar publiceerde enkele werken samen met zijn echtgenote Els Ketelaar-de Vries Reilingh. 

### Archiefwetenschap
- (met A.G. van der Steur), 'Wetenschappelijke achterstand rijksarchiefwezen?', in: Spiegel Historiael 3 (1968), p. 621-627.
- Inventaris van de archieven van het Corps Studenten aan de Leidse Hogeschool, 1799-1839 en van het Corps Vis Unita Fortior, 1839-1846. [Z.p.], 1975.
- Archival and records management legislation and regulations. A RAMP study with guidelines. Paris, 1985.
- Législation et réglementation en matière d'archives et de gestion des documents. Une étude RAMP accompagnée de principes directeurs. Paris, 1986.
- Inventaris van het archief van de Maatschappij tot Exploitatie van het Onverdeelde Munnikeveen (1583), 1782-1973. Groningen, 1988.
- Voorwerp van archiefwetenschap. Leiden, 1993 (inaugurele rede).
- Archiefrecht. Houten, 1996-.
- The archival image. Collected essays. Hilversum, 1997.
- Archivalisering en archivering. Amsterdam, 1998 (inaugurele rede).

### Geschiedenis
- (met Hendrik Dijkstra) Brittenburg. Raadsels rond een verdronken ruïne, Van Dishoeck, Fibulareeks 2,1965.
- Oude zakelijke rechten vroeger, nu en in de toekomst. Leiden, 1978 (proefschrift).
- (met zijn vrouw E.A. Ketelaar-de Vries Reilingh) Intelligent engagement. Vijftig jaar Sociëteit voor Culturele Samenwerking 1929-1979. 's-Gravenhage, 1979.
- Driften, stegen, lanen. Straatnamen in Haren. Groningen, 1990.
- (met zijn vrouw E.A. Ketelaar-de Vries Reilingh) Holland in Ann Arbor. The fiftieth anniversary of The Netherlands visiting professorship at the University of Michigan. A partnership between The Royal Netherlands Academy of Arts and Sciences and The University of Michigan. [Ann Arbor], 2001.
- Heerlickheyden in het land van Fransema. Veertiende Fransema-lezing. Appingedam, 2005.